# LTV-N-2 Loon
Il missile LTV-N-2 Loon fu una copia di produzione statunitense del missile da crociera tedesco V-1, ampiamente utilizzato durante la seconda guerra mondiale.
Nel 1944 gli scienziati statunitensi studiarono i rottami di un V-1 precipitato e ne replicarono il progetto per conto dell'United States Army Air Force (l'aviazione militare dell'esercito americano).
La copia americana si differenziava dall'originale per alcuni particolari, fra i quali il sistema di guida a radiocomando. Il missile fu denominato JB-2 e nel corso del 1945 furono eseguiti numerosi lanci di prova con successo. La United States Navy mostrò interesse per l'ordigno e a partire dal 1947 lo sperimentò su due sottomarini appositamente modificati per lanciarlo in emersione, con la denominazione LTV-N-2 Loon. Il programma fu terminato nel 1950 e parte dei risultati sperimentali furono riversati nel progetto del missile da crociera Regulus.

## Galleria d'immagini

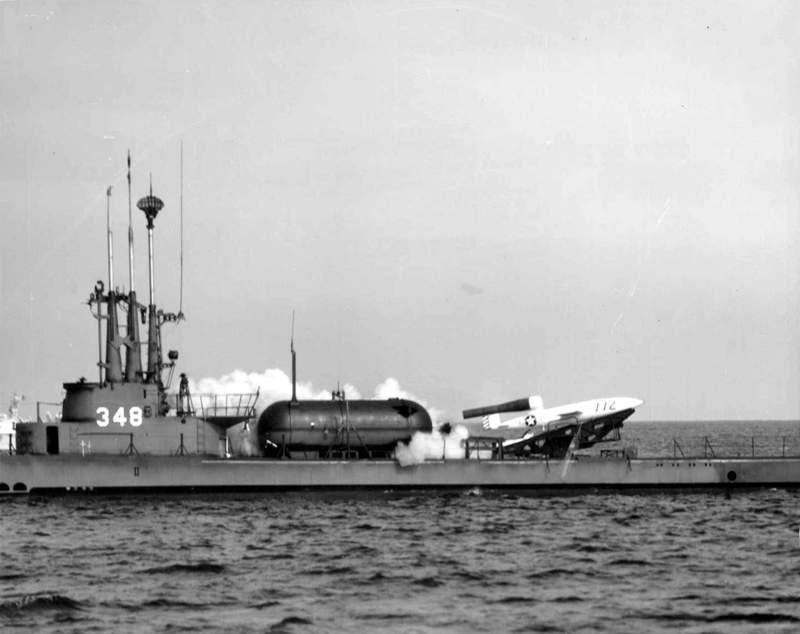
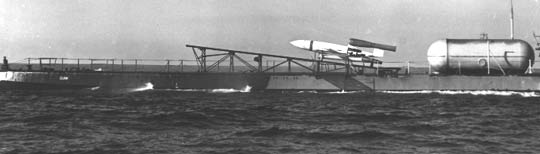
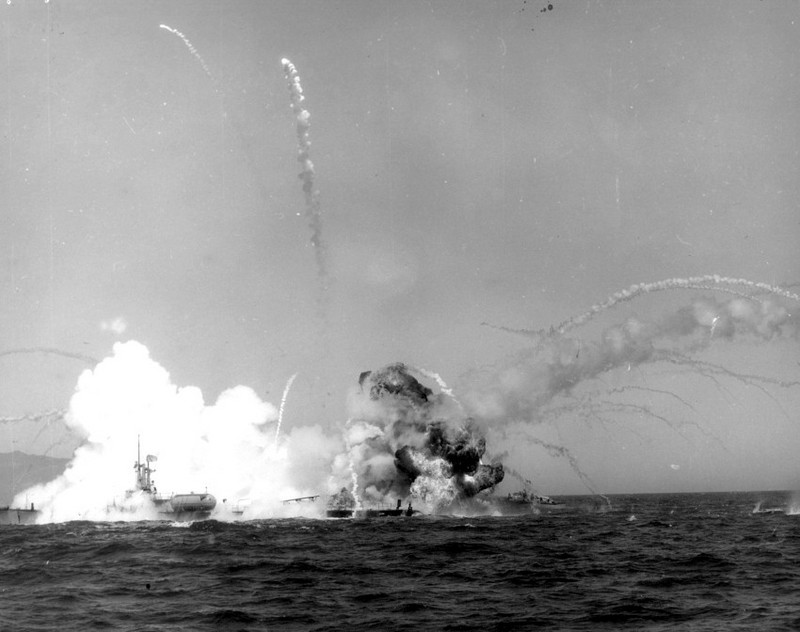